# Michelle Gollan
Michelle Gollan (* 2001) ist eine deutsche YouTuberin, Influencerin und angehende Schauspielerin, bekannt unter ihrem Pseudonym „eingollan“. Sie betreibt seit 2015 einen YouTube-Kanal, auf dem sie gesellschaftskritische Inhalte zu Themen wie Feminismus, LGBTQ-Aktivismus, Meinungsfreiheit und Kinderschutz veröffentlicht. Ihre Videos, darunter Straßenumfragen und Interviews, sind für ihren humorvollen und polarisierenden Stil bekannt.

## Leben und Karriere
Michelle Gollan wurde 2001 geboren und wuchs in einem katholischen Elternhaus auf. Sie lebt in Berlin und absolvierte eine Schauspielausbildung an einer Berliner Schauspielschule. Seit Januar 2015 betreibt sie den YouTube-Kanal „eingollan“, der (Stand März 2024) etwa 122.000 Abonnenten und über 19,5 Millionen Videoaufrufe verzeichnet.
Gollan erlangte Bekanntheit durch ihre Straßenumfragen, in denen sie Passanten zu kontroversen gesellschaftlichen Themen befragt. Ihre Inhalte richten sich oft gegen den sogenannten „Mainstream“ und behandeln Themen wie moderne Geschlechterrollen, politische Korrektheit und kulturelle Entwicklungen. Seit 2025 moderiert sie den Podcast „Eingollan Eingast“, in dem sie mit Gästen über aktuelle Themen diskutiert.

## Öffentliche Wahrnehmung
Gollans Arbeit ist stark polarisierend. Konservative Medien loben ihre kritische Haltung gegenüber gesellschaftlichen Trends, während investigative Berichte, etwa vom Y-Kollektiv, sie mit rechtspopulistischen oder rechtsextremen Netzwerken in Verbindung bringen. Diese Vorwürfe hat sie zurückgewiesen. Ihre Auftritte, etwa bei Veranstaltungen wie der AfD-nahen „Kinderschutz“-Konferenz, verstärkten die Kontroversen um ihre Person.
Medien wie die Junge Freiheit berichten über ihre Aktivitäten, wobei ihre polarisierende Wirkung hervorgehoben wird. Ihre Reichweite wird jedoch als begrenzt im Vergleich zu anderen Internet-Persönlichkeiten angesehen.

## Schauspielkarriere
Neben ihrer Tätigkeit als Influencerin ist Gollan als Schauspielerin aktiv. Sie wirkte in kleineren Projekten wie SubRosa – Das Paket (2024) und ON TOUR – Connewitz & Meer (2023) mit. Während ihrer Schauspielausbildung wurde sie mit Repressalien konfrontiert, nachdem ein kritischer Bericht des Y-Kollektivs sie in die Nähe von Rechtsextremismus rückte, was ihre Schule dazu veranlasste, ihren Ruf zu schützen.

## Kritik und Kontroversen
Gollans Inhalte und Kooperationen, etwa mit Influencern wie Leonard Jäger, wurden als anti-emanzipatorisch und rechtspopulistisch eingestuft. Eine Recherche des Y-Kollektivs (August 2024) warf ihr vor, durch ihre Inhalte und Netzwerke rechtsextreme Ideologien zu unterstützen, was in sozialen Medien sowohl Zustimmung als auch Kritik hervorrief. Gollan betont, dass sie durch offenen Diskurs gesellschaftliche Veränderungen anstoßen möchte. Sie berichtete von mehreren Abmahnungen und Anzeigen aufgrund ihrer transkritischen Videos, die sie als belastend beschreibt.